# Мухо, Николай Антонович
Мухо Николай Антонович (6 декабря 1913, Кронштадт, Петербургская губерния, Российская империя — 6 августа 1986, Ленинград, СССР) — советский художник, живописец, член Ленинградской организации Союза художников РСФСР).

## Биография
Родился 6 декабря 1913 года в Кронштадте в рабочей семье. Отец Антон Антонович погиб в 1920 году во время кронштадтского эсеровского мятежа. В детстве будущему художнику пришлось много скитаться по родным. Школу-семилетку окончил в Бешенковичах в Белоруссии. В 1929—1931 учился в школе ФЗУ в Великих Луках. В 1931 приехал к матери в Ленинград и поступил слесарем-станочником на завод «Прогресс». По воспоминаниям Н. Мухо, с комсомольской организацией ходил по музеям и загорелся желанием выучиться на художника. По рекомендации комсомольской организации в 1934 поступил в Ленинградское художественно-педагогическое училище, которое окончил в 1940 году. В том же году поступил на живописный факультет Ленинградского института живописи, скульптуры и архитектуры.
1 августа 1941 года был призван в Красную Армию. Рядовым бойцом участвовал в оборонительных боях под Колпино. Получил тяжёлую контузию. После лечения в эвакогоспитале в Вологде в ноябре 1943 года демобилизован по инвалидности.
В 1944 году вернулся к учёбе в институте. Занимался у Михаила Бернштейна, Семёна Абугова, Александра Зайцева, Генриха Павловского, Глеба Савинова, Бориса Иогансона. В 1945 принял участие в Третьей выставке работ художников Ленинградского фронта, развёрнутой в залах Академии художеств, на которой представил 4 живописные работы. В 1950 окончил институт по мастерской Б. В. Иогансона с присвоением квалификации художника живописи. Дипломная картина — «В шахте метростроя» (в некоторых источниках приводится другое название — «Ленинградское метро»).
После окончания института был направлен для работы в Южно-Сахалинск в местное отделение Союза советских художников, членом которого был с 1951 по 1952 год. В 1951 году принял участие в Южно-Сахалинской областной художественной выставке, получив диплом 2 степени за портрет рыбака. В 1952 возвратился в Ленинград и поступил на работу в Ленизо. С 1953 участвовал в выставках ленинградских художников. В 1957 был принят в члены Ленинградского Союза художников. Писал жанровые и тематические картины, морские, городские и ландшафтные пейзажи. Заметное место в его творчестве занимала тема моря и жизни приморских городов. Помимо Южно-Сахалинска и Ленинграда, художник работал в Мурманске, Севастополе, Кронштадте, на Северной Двине. Признание получил как мастер натурного этюда. Работы Николая Мухо отличают декоративность, яркий насыщенный колорит, энергичный мазок, играющий конструктивную роль. Мастерски владел приёмами пленэрной живописи.
Среди произведений, созданных художником, картины «Постройка моста», «Ленинград» (обе 1945), «Весна в лесу» (1953), «Берег Южного Сахалина» (1954), «Этюд» (1955), «Визит дружбы», «Дорога на рудник» (обе 1956), «Этюд» (1957), «Дождь на Щемиловке» (1958), «Строительство моста через Неву», «Стройка. Этюд» (обе 1959), «Стройка» (1960), «Рыбак на путине» (1961), «Причал Мурманского рыбного порта», «В море» (обе 1962), «Ленинград. Средний проспект Васильевского острова», «Строительство набережной», «Майская демонстрация», «Новостройки на Охте» (все 1964), «Лиговский проспект» (1966), «Кольский залив» (1967), «Устье Невы» (1978), «Зазеленело» (1980) и другие.
Скончался 6 августа 1986 года в Ленинграде на 73-м году жизни.
Персональная выставка произведений художника состоялась в Ленинграде в залах ЛОСХ в 1989 году.
Произведения Н. А. Мухо находятся в музеях и частных собраниях в России, Франции, Германии, Великобритании, США, Японии и других странах.

## Выставки
- 1954 год (Ленинград): Весенняя выставка произведений ленинградских художников.
- 1954 год (Ленинград): Выставка произведений ленинградских художников открылась в Государственном Русском музее.
- 1955 год (Ленинград): "Весенняя выставка произведений ленинградских художников".
- 1956 год (Ленинград): Осенняя выставка произведений ленинградских художников.
- 1957 год (Ленинград): 1917 - 1957. Выставка произведений ленинградских художников.
- 1958 год (Ленинград): Осенняя выставка произведений ленинградских художников.
- 1960 год (Ленинград): Выставка произведений ленинградских художников 1960 года.
- 1960 год (Ленинград): Выставка произведений ленинградских художников.
- 1961 год (Ленинград): «Выставка произведений ленинградских художников» открылась в залах Государственного Русского музея.
- 1962 год (Ленинград): "Осенняя выставка произведений ленинградских художников".
- 1964 год (Ленинград): Ленинград. Зональная выставка.
- 1965 год (Ленинград): Весенняя выставка произведений ленинградских художников.
- 1968 год (Ленинград): Осенняя выставка произведений ленинградских художников.
- 1980 год (Ленинград): Зональная выставка произведений ленинградских художников.
- 1981 год (Ленинград): Выставка произведений художников - ветеранов Великой Отечественной войны и других ленинградских живописцев.
- 1994 год (Петербург): Этюд в творчестве ленинградских художников 1940-1980 годов.
- 1995 года (Петербург): Лирика в произведениях художников военного поколения. Живопись. Графика.